# Mary Jane Lamond
Pour les articles homonymes, voir Lamond.
Mary Jane Lamond est une chanteuse celtique canadienne née en 1960 à Kingston en Ontario. Elle chante des chansons traditionnelles de l'île du Cap-Breton en gaélique écossais.

## Biographie
Elle est diplômée du programme des études celtes de l'Université Saint-Francis-Xavier d'Antigonish.
Elle est la chanteuse du tube d'Ashley MacIsaac, Sleepy Maggie, en 1995. Elle eut une chanson dans le top 40 canadien avec Horo Ghoid thu Nighean, son premier single, de son album Suas e!.
Lamond a composé et produit des chansons pour le cinéma et pour le théâtre (notamment la production Drum! en 2005) depuis 2000. Elle a aussi travaillé dans la radio et participé à divers projets à but caritatif. Elle est active dans la lutte pour préserver et revitaliser la culture écossaise de l'île du Cap-Breton. Elle est membre du Conseil Gaélique de Nouvelle-Écosse et enseigne le gaélique écossais à travers des ateliers de langue et de chant.
En 2005 elle contribua à l'album Voyces United for UNHCR (au profit du Haut Commissariat des Nations unies pour les réfugiés), avec la chanson Mo Mhaeli Bheag Og.

## Discographie
- Bho Thir Nan Craobh (1994)
- Suas e! (1997)
- Làn Dùil (1999)
- Oran Ghàidhlig (2001)
- Storas (2005)
- Seinn (2012)(en collaboration avec Wendy MacIsaac)